# ケイトー・ローレンシン

ケイトー・ローレンシン

ケイトー・トーマス・ローレンシン（Cato Thomas Laurencin, 1959年1月15日 - ）は、アメリカ合衆国の外科医、化学工学者。専門は組織工学。

## 来歴
ペンシルベニア州フィラデルフィア出身。プリンストン大学で化学工学を学び、ハーバード大学医学部でMD、マサチューセッツ工科大学でバイオテクノロジーと生化学工学のPh.D.を取得した。バージニア大学で整形外科の教授を務め、現在はコネチカット大学の教授で、同大学医学部の学部長も務める。

## 主な受賞歴
- 2014年 - アメリカ国家技術賞
- 2019年 - フィリップ・アベルソン賞
- 2020年 - フォン・ヒッペル賞
- 2023年 - プリーストリー賞
- 2025年 - ディクソン賞医学部門

## 参考
- Cato Laurencin, M.D., Ph.D.
- Cato Laurencin.